# 觸角

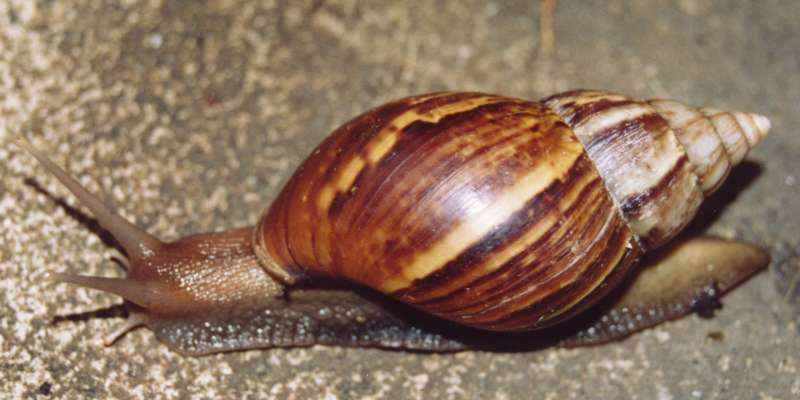
兩對觸角的蝸牛

觸角亦稱為觸鬚，是指某些有爪動物、節肢動物或是軟體動物等生長於頭部的一種感覺器官。大部份都生長於頭部的兩側，具有聽覺、觸覺以及嗅覺等功能。形狀有許多種類，常見的有絲狀、鞭狀、念珠狀、鋸齒狀、櫛齒狀、羽狀等。除此之外，例如蝸牛頭上的軟角，或是蝦的長鬚等，也都是屬於觸角。

## 特徵

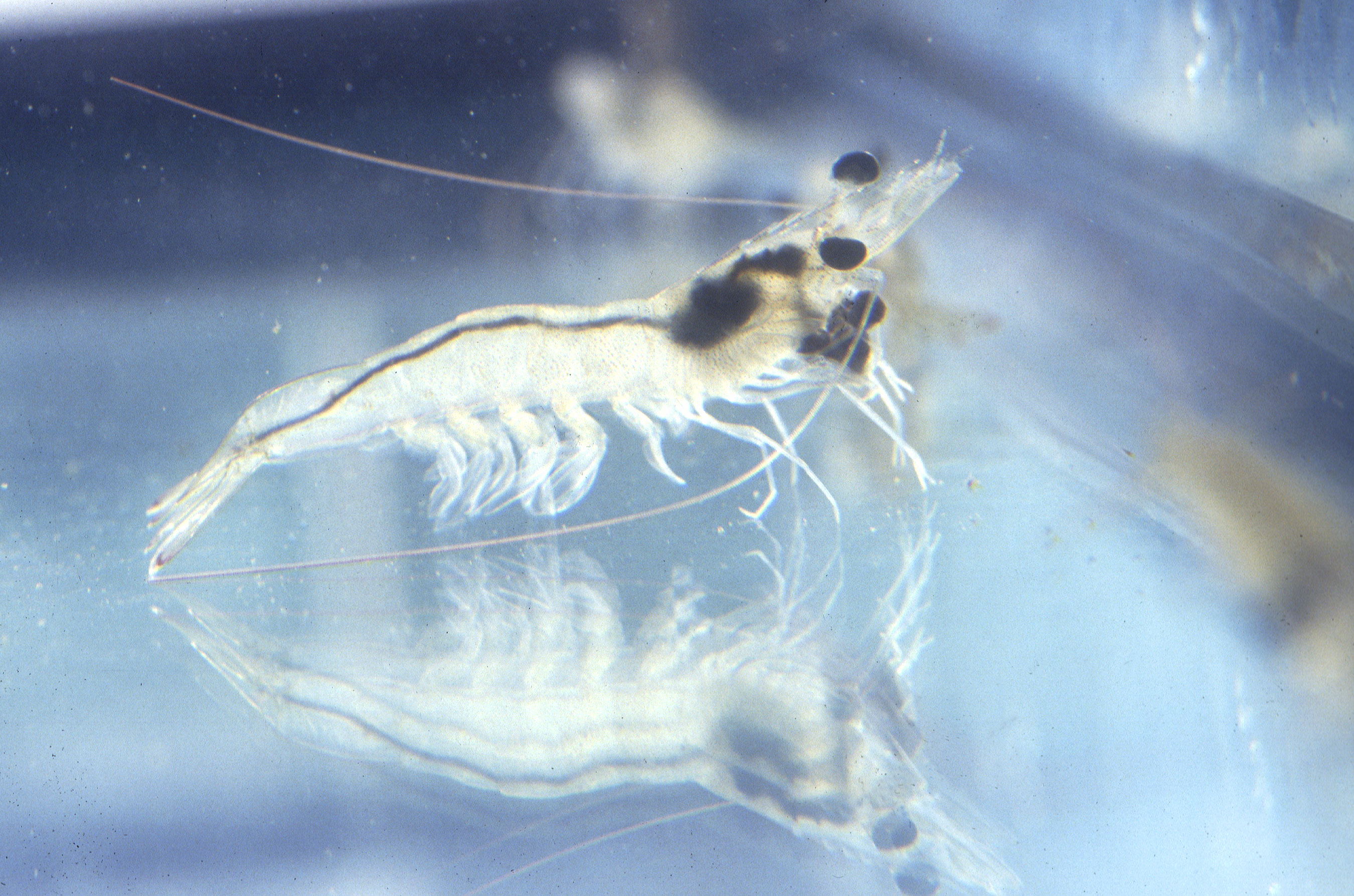
蝦的長鬚毛也是觸角的一種

### 節肢動物
大部份的節肢動物都會擁有觸角，不過也有些是因為進化影響造成的變態，像是螯肢亞門（Chelicerata）雖然是屬於節肢動物門，但是就沒有觸角，例如蜘蛛、蠍子或是鱟等。
長在口前葉上的觸角是節肢動物重要的感覺器官，也是一種特徵。通常節肢動物的口前葉上在口器的後面的稱為附肢，而在口器前方的就是觸角。節肢動物門裡也有些是以觸角的型態來分類，例如昆蟲綱的觸角是一對，甲殼綱的觸角有兩對以及蛛形綱沒有觸角等。

### 軟體動物
在大多數的軟體動物頭部上方也會有一對柔軟的突起物，尖端呈現比較細的針狀或是膨脹變成球狀的都有，而且有數種類在其尖端的地方會有眼睛，所以這類與一般常見觸角的功能之外還擁有視覺。

### 有爪動物
在其頭部的背上擁有一對觸角，大致上與部份節足動物的觸角一般，主要的特徵在於觸角的結構是有許多細小關節所組成，其代表性的就是櫛蠶。

## 主要功能
觸角一般都是長在頭部上方或前方所延伸出來的，普通節肢動物之中都會在其基部擁有關節，是個可動的感覺器官。感覺功能在每個分類之下的動物都會有些不同，有觸覺、熱覺、音覺、味覺、視覺或是氣流變化的感覺等，甚至雄性的蛾類觸角還能捕捉到雌性蛾所發出類似性引誘的信息素。還有像是水蚤之類的動物也會將觸角當作在水中游泳的器官。